# Łukasz Teodorczyk
Łukasz Teodorczyk (Żuromin, 3 juni 1991) is een Pools voormalig voetballer die doorgaans als aanvaller speelde. Hij werd Oekraïens kampioen met Dinamo Kiev in 2015 en 2016, en Belgisch kampioen met RSC Anderlecht in 2018. Teodorczyk debuteerde in 2013 in het Pools voetbalelftal, waarvoor hij uiteindelijk 19 keer uitkwam en vier goals maakte.

## Clubcarrière
Polonia Warschau nam Teodorczyk in januari 2010 over van Wkra Żuromin. Tien maanden later debuteerde hij voor Polonia Warschau in de Ekstraklasa. Na twee seizoenen trok hij naar Lech Poznań, waar hij zich met 24 doelpunten in vijftig competitieduels in de kijker speelde bij Dynamo Kiev. De Oekraïense club legde een bedrag van vier miljoen euro op tafel om de Poolse spits los te weken bij Lech Poznań.
Teodorczyk zette zijn handtekening onder een vijfjarige verbintenis in Kiev. De club verhuurde hem in augustus 2016 voor een jaar aan RSC Anderlecht, met een optie om hem daarna definitief over te nemen. Die lichtte de Belgische club in maart 2017. Teodorczyk tekende een contract tot medio 2020.
Op 17 augustus 2018 verliet Teodorczyk de Belgische club en tekende een vierjarig contract bij Udinese. De Italiaanse club betaalde 7 miljoen euro voor de Poolse spits. In 2020 werd hij verhuurd aan Charleroi.
De aanvaller speelde in 2022 een half jaar bij tweedeklasser Vicenza en zat daarna sinds de zomer zonder club. In november 2022 stopte de 31-jarige Teodorczyk met voetbal door aanhoudende blessures.

## Clubstatistieken
| Seizoen | Club                            | Competitie      | Competitie | Competitie | Beker | Beker | Europa | Europa | Totaal | Totaal |
| Seizoen | Club                            | Competitie      | Wed.       | Dlp.       | Wed.  | Dlp.  | Wed.   | Dlp.   | Wed.   | Dlp.   |
| ------- | ------------------------------- | --------------- | ---------- | ---------- | ----- | ----- | ------ | ------ | ------ | ------ |
| 2010/11 | Polonia Warschau                | Ekstraklasa     | 6          | 0          | 1     | 1     | 0      | 0      | 7      | 1      |
| 2011/12 | Polonia Warschau                | Ekstraklasa     | 11         | 4          | 0     | 0     | 0      | 0      | 11     | 4      |
| 2012/13 | Polonia Warschau                | Ekstraklasa     | 13         | 6          | 1     | 0     | 0      | 0      | 14     | 6      |
| 2012/13 | Lech Poznań                     | Ekstraklasa     | 14         | 1          | 0     | 0     | 0      | 0      | 14     | 1      |
| 2013/14 | Lech Poznań                     | Ekstraklasa     | 32         | 20         | 2     | 1     | 4      | 3      | 38     | 24     |
| 2014/15 | Lech Poznań                     | Ekstraklasa     | 4          | 3          | 0     | 0     | 2      | 0      | 6      | 3      |
| 2014/15 | FC Dynamo Kiev                  | Premjer Liha    | 13         | 5          | 5     | 2     | 6      | 3      | 24     | 10     |
| 2015/16 | FC Dynamo Kiev                  | Premjer Liha    | 11         | 5          | 3     | 1     | 4      | 0      | 18     | 6      |
| 2016/17 | → RSC Anderlecht                | Eerste klasse   | 38         | 22         | 2     | 1     | 13     | 7      | 53     | 30     |
| 2017/18 | RSC Anderlecht                  | Eerste klasse   | 33         | 15         | 0     | 0     | 5      | 0      | 38     | 15     |
| 2018/19 | Udinese                         | Serie A         | 16         | 1          | 0     | 0     | 0      | 0      | 16     | 1      |
| 2019/20 | Udinese                         | Serie A         | 14         | 0          | 2     | 0     | 0      | 0      | 16     | 0      |
| 2020/21 | → Royal Charleroi Sporting Club | Eerste klasse A | 15         | 0          | 2     | 1     | 0      | 0      | 17     | 1      |
| 2021/22 | Udinese                         | Serie A         | 0          | 0          | 0     | 0     | 0      | 0      | 0      | 0      |
| 2022    | Vicenza Calcio                  | Serie B         | 14         | 1          | 0     | 0     | 0      | 0      | 14     | 1      |
| Totaal  | Totaal                          | Totaal          | 226        | 83         | 18    | 7     | 34     | 13     | 276    | 103    |

## Interlandcarrière
Teodorczyk debuteerde op 2 februari 2013 in het Pools voetbalelftal in een oefeninterland tegen Roemenië, in Málaga. Hij maakte meteen twee doelpunten. Zijn derde interlanddoelpunt volgde op 18 januari 2014 in het Nationaal Stadion van Warschau in een WK-kwalificatiewedstrijd tegen San Marino. Teodorczyk behoorde tot de selectie van bondscoach Adam Nawałka op het WK 2018, zijn eerste eindtoernooi. Hierop mocht hij twee keer invallen.
| Interlands van Łukasz Teodorczyk voor Polen | Interlands van Łukasz Teodorczyk voor Polen | Interlands van Łukasz Teodorczyk voor Polen | Interlands van Łukasz Teodorczyk voor Polen | Interlands van Łukasz Teodorczyk voor Polen | Interlands van Łukasz Teodorczyk voor Polen |
| №                                           | Datum                                       | Wedstrijd                                   | Uitslag                                     | Competitie                                  | Goals                                       |
| ------------------------------------------- | ------------------------------------------- | ------------------------------------------- | ------------------------------------------- | ------------------------------------------- | ------------------------------------------- |
|                                             |                                             |                                             |                                             |                                             |                                             |
| Als speler bij Polonia Warschau             |                                             |                                             |                                             |                                             |                                             |
| 1.                                          | 2 februari 2013                             | Polen – Roemenië                            | 4 – 1                                       | Vriendschappelijk                           | 24', 27'                                    |
| Als speler bij Lech Poznań                  |                                             |                                             |                                             |                                             |                                             |
| 2.                                          | 22 maart 2013                               | Polen – Oekraïne                            | 1 – 3                                       | Kwalificatie WK 2014                        |                                             |
| 3.                                          | 16 maart 2013                               | Polen – San Marino                          | 5 – 0                                       | Kwalificatie WK 2014                        | 61'                                         |
| 4.                                          | 19 november 2013                            | Polen – Ierland                             | 0 – 0                                       | Vriendschappelijk                           |                                             |
| 5.                                          | 18 januari 2014                             | Noorwegen – Polen                           | 0 – 3                                       | Vriendschappelijk                           |                                             |
| 6.                                          | 5 maart 2014                                | Polen – Schotland                           | 0 – 1                                       | Vriendschappelijk                           |                                             |
| Als speler bij Dynamo Kiev                  |                                             |                                             |                                             |                                             |                                             |
| 7.                                          | 18 november 2014                            | Polen – Zwitserland                         | 2 – 2                                       | Vriendschappelijk                           |                                             |
| 8.                                          | 23 maart 2016                               | Polen – Servië                              | 1 – 0                                       | Vriendschappelijk                           |                                             |
| Als speler bij Anderlecht                   |                                             |                                             |                                             |                                             |                                             |
| 9.                                          | 11 oktober 2016                             | Polen – Armenië                             | 2 – 1                                       | Kwalificatie WK 2018                        |                                             |
| 10.                                         | 11 november 2016                            | Roemenië – Polen                            | 0 – 3                                       | Kwalificatie WK 2018                        |                                             |
| 11.                                         | 14 november 2016                            | Polen – Slovenië                            | 1 – 1                                       | Vriendschappelijk                           | 79'                                         |
| 12.                                         | 26 maart 2017                               | Montenegro – Polen                          | 1 – 2                                       | Kwalificatie WK 2018                        |                                             |
| 13.                                         | 10 juni 2017                                | Polen – Roemenië                            | 3 – 1                                       | Kwalificatie WK 2018                        |                                             |
| 14.                                         | 4 september 2017                            | Polen – Kazachstan                          | 3 – 0                                       | Kwalificatie WK 2018                        |                                             |
| 15.                                         | 27 maart 2018                               | Polen – Zuid-Korea                          | 3 – 2                                       | Vriendschappelijk                           |                                             |
| 16.                                         | 8 juni 2018                                 | Polen – Chili                               | 2 – 2                                       | Vriendschappelijk                           |                                             |
| 18.                                         | 12 juni 2018                                | Polen – Litouwen                            | 4 – 0                                       | Vriendschappelijk                           |                                             |
| 18.                                         | 24 juni 2018                                | Polen – Colombia                            | 0 – 3                                       | WK 2018                                     |                                             |
| 19.                                         | 29 juni 2018                                | Japan – Polen                               | 0 – 1                                       | WK 2018                                     |                                             |

## Erelijst
| Competitie              |             |                  |             |             |
| Competitie              | Aantal      | Jaren            |             |             |
| Dinamo Kiev             | Dinamo Kiev | Dinamo Kiev      | Dinamo Kiev | Dinamo Kiev |
| ----------------------- | ----------- | ---------------- | ----------- | ----------- |
| Landskampioen Oekraïne  | 2x          | 2014/15, 2015/16 |             |             |
| Oekraïense voetbalbeker | 1x          | 2014/15          |             |             |
| RSC Anderlecht          |             |                  |             |             |
| Landskampioen België    | 1x          | 2016/17          |             |             |
| Belgische Supercup      | 1x          | 2017/18          |             |             |

1 Szczęsny ·
2 Pazdan ·
3 Jędrzejczyk ·
4 Cionek ·
5 Bednarek ·
6 Góralski ·
7 Milik ·
8 Linetty ·
9 Lewandowski  ·
10 Krychowiak ·
11 Grosicki ·
12 Białkowski ·
13 Rybus ·
14 Teodorczyk ·
15 Glik ·
16 Błaszczykowski ·
17 Peszko ·
18 Bereszyński ·
19 Zieliński ·
20 Piszczek ·
21 Kurzawa ·
22 Fabiański ·
23 Kownacki · 
Coach: Nawałka